# Osker
Oskerne (Latin: osci) var et italisk folk i Campania og Latium adiectum før og under romertiden. De talte det oskanske sprog, som også blev talt af samnitterne i det sydlige Italien. Selvom samnitternes sprog blev kaldt oskisk, blev samniterne aldrig omtalt som oskerne – ligesom oskernerne heller aldrig blev kaldt samnitterne.
Oskernes traditioner falder ind i den legendariske periode af italiensk historie, omtrent fra begyndelsen af det første årtusinde f.Kr. indtil grundlæggelsen af den Romerske Republik. Der er ingen enighed om deres placering og sprog.  Ved slutningen af denne periode havde det oskiske sprog udviklet sig og blev talt af en række suveræne stammesamfund. Langt den vigtigste af disse med hensyn til militær dygtighed og rigdom var samnitterne, der konkurrerede med Rom i omkring 50 år i anden halvdel af det 4. århundrede f.Kr. – nogle gange som allierede, og nogle gange i krig med Rom – indtil de endeligt blev underlagt Rom med betydelig besvær og blev indlemmet i den romerske stat.
Oskerne bevarede deres uafhængighed ved at spille de forskellige stater ud mod hinanden, især romerne og samnitterne. Deres suverænitet blev endeligt tabt under den anden samnitske krig, da romerne – inden de invaderede Samnium – fandt det nødvendigt at sikre grænse stammerne. Efter krigen assimilerede oskerne hurtigt til den romerske kultur. Deres kulturelle arv overlevede kun i stednavne og litterære referencer.

## Klassiske kilder
I henhold til Aristoteles levede oskerne i "delen af Italien mod Tyrrhenia" og blev også kaldt ausonere. Antiokos fra Syrakus var enig i, at oskerne var ausoner og placerede dem i Campania. Strabon – hovedkilden til Antiokus' fragmenter – skelnede imidlertid selv mellem oskere og ausonere, idet han bemærkede, at oskere var forsvundet, men romerne brugte stadig deres dialekt som et litterært sprog, og at "det høje hav" nær Sicilien blev stadig kaldt Ausonian, selvom ausonianerne aldrig boede i nærheden af det. Aurunker er det romerske navn for ausonere ved en almindelig ændring af et s til et r på latin: *Ausuni> *Auruni> *Aurunici> Aurunci. De var måske de samme mennesker i den tidlige Romerske Republik. I det 4. århundrede f.Kr. kom navnene til at blive anvendt på forskellige stammer.

## Oskere i den tidlige republik
Et folk kaldet auruncierne, nævnt af Livius, dukker tidligst op i historien. I 503 f.Kr. gjorde de latinske kolonier Cora og Pometia oprør mod den romerske autoritet og fik hjælp fra auruncierne, hvis hovedsæde er ukendt. To konsulære hærer, sendt imod dem, vandt efter et hårdt kæmpet slag, hvor "mange flere blev dræbt, end der blev taget til fange; fangerne blev overalt slagtet, selv gidslerne ... blev et offer for fjendens blodtørstige raseri". Fjenden faldt tilbage til Pometia, som blev belejret af romerne. Auruncierne stormede ud, brændte belejringstårnene, massakrerede tropperne og sårede alvorligt en af konsulerne. Romerne trak sig tilbage, men vendte senere tilbage med en større styrke. Da de indtog byen, halshuggede de aurunciernes officerer, solgte pometianerne til slaveri, jævnede bygningerne og satte jorden til salg.
Auruncierne dukker op én gang til i den tidlige republik i et mislykket forsøg på at støtte volskerne i deres kamp mod Rom. I 495 f.Kr., da de sendte en hær på march mod Rom, sendte de udsendinge i forvejen for at kræve romernes tilbagetrækning fra det volskisk territorium. Konsulen Publius Servilus Priscus Structus mødte dem på marchen ved Arricia og "afsluttede krigen i ét slag". Der er ikke hørt mere om oskerne i næsten et århundrede.

## Referancer
1. ↑  Aristotle (1932). "vii.10". Politics.
2. ↑  Strabo (1917). "5.4.3". Geography.
3. ↑  Strabo (1917). "5.4.6". Geography.
4. ↑  Smith 1854, s. 343, 345
5. ↑  Livy. "2.16". City.
6. ↑  Livy. "2.26". City.